# Yohan Mollo
Pour les articles homonymes, voir Mollo.
Yohan Mollo, né le 18 juillet 1989 à Martigues dans le département des Bouches-du-Rhône, est un footballeur français, qui évolue au poste de milieu offensif. Il évolue actuellement dans le club de l'Olympique d'Alès en Cévennes club de National 3.

## Biographie

### Carrière en club

#### AS Monaco (2008-2010)
Yohan Mollo arrive à l'AS Monaco à 14 ans et y suit sa formation. Il signe un premier contrat élite en 2007, un an avant de remporter avec la réserve le titre de champion de France, à 18 ans.
Milieu droit de formation, replacé à gauche en équipe première, Mollo est connu pour sa qualité de dribble, de passe et d'accélération.
Il dispute son premier match en Ligue 1 le 18 octobre 2008, en remplaçant Diego Pérez à la 62e minute lors du derby contre Nice au stade Louis-II (défaite 2-1). Il est titularisé pour la première fois le 29 octobre contre l'AS Nancy-Lorraine au stade Louis-II (victoire 3-1) et délivre à cette occasion une passe décisive. Dès lors, il joue de plus en plus, profitant des blessures récurrentes de Meriem et Alonso pour gagner progressivement sa place de titulaire au sein de l'équipe monégasque. En novembre 2008, il est sélectionné pour la première fois en équipe de France espoirs. Le 7 février 2009, il marque son premier but lors du match Lorient-Monaco. Il reçoit le trophée METRO du meilleur joueur de l’AS Monaco FC pour le mois de février et celui de mars 2009. Mollo est alors considéré comme une des révélations du club princier de la saison, au même titre que Juan Pablo Pino ou Nicolas Nkoulou.
Sa saison 2009-2010 est plus décevante. Handicapé par une blessure, il ne signe son premier contrat professionnel avec le club de la Principauté qu'en décembre, après de délicates discussions avec les dirigeants. Finalement, il ne commence que sept rencontres de championnat.

#### SM Caen (2010-2011)
Le club monégasque accepte de le prêter au début de la saison 2010-2011 au Stade Malherbe Caen, promu en Ligue 1. Il évolue au poste d'ailier gauche où il se fait remarquer par ses qualités offensives et sa technique, malgré des performances irrégulières. Le 26 février 2011, lors du match Monaco - Caen, il marque le but égalisateur (2-2) contre son club formateur, sur coup franc. Sa réaction après le match, jugée provocatrice par les Monégasques, suscite la polémique et lui vaut d'être convoqué devant le Conseil national de l'éthique. Le 20 mars contre l'AC Arles-Avignon, puis contre l'OGC Nice le 1er mai, Mollo inscrit deux buts cruciaux sur coup franc direct. Généralement titulaire sur la saison, il marque finalement quatre buts, dont trois sur coups francs directs, et réalise trois passes décisives. Malgré le souhait des dirigeants caennais de le conserver, sa clause de libération fixée à environ 8 millions d'euros empêche son transfert définitif en Normandie.

#### Grenade CF (2011-2012)
Yohan Mollo retrouve l'AS Monaco en juin 2011 mais, après avoir déclaré à plusieurs reprises sa volonté d'aider son club formateur à remonter en Ligue 1, il décide de vider son casier et de partir sans prévenir afin de s'engager avec le club de Grenade, promu en Liga.

#### AS Nancy-Lorraine (2012-2013)
Peu utilisé en Liga, il est prêté avec option d'achat à l'AS Nancy-Lorraine le 2 janvier 2012. Auteur d'une demi-saison réussie, l'option d'achat est définitivement levée.
Au mercato d'hiver, il est prêté six mois à l'AS Saint-Étienne sans option d'achat. Il explique  son départ par des relations houleuses entre son entraineur Jean Fernandez et son capitaine et défenseur André Luiz.

#### AS Saint-Étienne (2013-2016)
Le 11 janvier 2013, Mollo inscrit son premier but et délivre une passe décisive contre le Toulouse FC, score final 2-2. La journée suivante, il refait une passe décisive pour Brandão, et va prendre une part active aux bons résultats du club stéphanois pendant la suite de la saison. Son prêt terminé, il réintègre en juin l'AS Nancy-Lorraine.
Le 2 septembre, il est de retour à Saint-Étienne dans le cadre d'un prêt d'un an avec obligation d'achat en fin de saison, si l'ASSE se maintient en Ligue 1.
Le 16 août 2015, il annonce sur Instagram son départ pour la Russie sans connaître pour autant l’identité du club. Le 20 août 2015, son départ sous la forme d'un prêt avec option d'achat pour le Krylia Sovetov Samara, promu en D1 russe, est officialisé.
Il est de retour dans le Forez en juillet 2016 et, alors qu'on le dit en instance de départ, il reprend l'entrainement collectif avec les Verts le 19 juillet.

#### Krylia Sovetov (2015-2017)
Le 20 août 2015, il est prêté à Krylia Sovetov pour la saison.
Le 31 août 2016, il s'engage définitivement avec le club.

#### Zenith Saint-Petersbourg (2017)
Le 10 janvier 2017, il s'engage avec le Zénith Saint-Pétersbourg pour trois millions d'euros.
Le 30 août 2017, il résilie son contrat avec le club.

#### Fulham (2017-2018)
Libre de tout contrat, il s'engage avec Fulham le 31 août 2017 pour deux ans.

#### Retour au Krylia Sovetov (2018-2019)
Le 6 septembre 2018, à l'issue de son contrat avec l'Al-Rayyan SC, il retourne pour une saison au Krylia Sovetov,, club dans lequel il avait déjà évolué entre 2015 et 2017.

#### FC Sochaux-Montbéliard (2019)
Le 28 janvier 2019, il revient en France et s'engage pour six mois avec le FC Sochaux-Montbéliard.

#### Panathinaïkos (2019-2021)
Le 20 juillet 2019, Yohann Mollo signe un contrat de deux ans au Panathinaïkos, dans le championnat grec.

##### Prêt à US Orléans (2020)
Le 27 janvier 2020, il est prêté six mois à l'US Orléans qui évolue alors en Ligue 2. Il aura l'occasion d'y jouer seulement 6 matchs, inscrivant 2 buts, dans la mesure où le championnat a été arrêté par la FFF à cause de la pandémie de Covid-19 dès le 13 mars 2020.

##### Retour au Panathinaïkos (2021)
Lors de la saison suivante, il joue à nouveau au Panathinaïkos et est élu meilleur latéral du championnat grec, sous la houlette de l'entraineur László Bölöni qui a choisi de le faire changer de poste à la suite d'une blessure dans l'effectif,.

#### Hyères FC (2021-2023)
Le 6 août 2021, il signe pour le club du Hyères FC qui évolue en National 2 pour la saison 2021-2022.

### Statistiques
| Saison                | Club                     | Championnat           | Championnat | Championnat | Championnat | Coupe nationale | Coupe nationale | Coupe nationale | Coupe de la Ligue | Coupe de la Ligue | Coupe de la Ligue | Compétition(s) continentale(s) | Compétition(s) continentale(s) | Compétition(s) continentale(s) | Compétition(s) continentale(s) | Total | Total | Total |
| Saison                | Club                     | Division              | M.          | B.          | P.d.        | M.              | B.              | P.d.            | M.                | B.                | P.d.              | Comp.                          | M.                             | B.                             | P.d.                           | M.    | B.    | P.d.  |
| 2008-2009             | AS Monaco FC             | Ligue 1               | 24          | 2           | 4           | 4               | 0               | 0               | -                 | -                 | -                 | -                              | -                              | -                              | -                              | 28    | 2     | 4     |
| 2009-2010             | AS Monaco FC             | Ligue 1               | 18          | 0           | 0           | 1               | 0               | 0               | 1                 | 0                 | 0                 | -                              | -                              | -                              | -                              | 20    | 0     | 0     |
| Sous-total            | Sous-total               | Sous-total            | 42          | 2           | 4           | 5               | 0               | 0               | 1                 | 0                 | 0                 | -                              | -                              | -                              | -                              | 48    | 2     | 4     |
| 2010-2011             | SM Caen (prêt)           | Ligue 1               | 35          | 4           | 3           | 1               | 0               | 0               | 2                 | 0                 | 0                 | -                              | -                              | -                              | -                              | 38    | 4     | 3     |
| 2011-2012             | Grenade CF               | Liga                  | 6           | 0           | 0           | 1               | 0               | 0               | -                 | -                 | -                 | -                              | -                              | -                              | -                              | 7     | 0     | 0     |
| 2011-2012             | AS Nancy-Lorraine (prêt) | Ligue 1               | 19          | 3           | 6           | -               | -               | -               | -                 | -                 | -                 | -                              | -                              | -                              | -                              | 19    | 3     | 6     |
| 2012-2013             | AS Nancy-Lorraine        | Ligue 1               | 17          | 3           | 4           | -               | -               | -               | 1                 | 0                 | 0                 | -                              | -                              | -                              | -                              | 18    | 3     | 4     |
| 2013-2014             | AS Nancy-Lorraine        | Ligue 2               | 2           | 0           | 0           | -               | -               | -               | -                 | -                 | -                 | -                              | -                              | -                              | -                              | 2     | 0     | 0     |
| Sous-total            | Sous-total               | Sous-total            | 38          | 6           | 10          | 0               | 0               | 0               | 1                 | 0                 | 0                 | -                              | -                              | -                              | -                              | 39    | 6     | 10    |
| 2012-2013             | AS Saint-Étienne (prêt)  | Ligue 1               | 19          | 4           | 7           | 4               | 0               | 0               | 2                 | 0                 | 0                 | -                              | -                              | -                              | -                              | 25    | 4     | 7     |
| 2013-2014             | AS Saint-Étienne (prêt)  | Ligue 1               | 17          | 1           | 3           | 1               | 0               | 0               | 1                 | 0                 | 0                 | C3                             | 0                              | 0                              | 0                              | 19    | 1     | 3     |
| 2014-2015             | AS Saint-Étienne         | Ligue 1               | 23          | 4           | 1           | 5               | 0               | 5               | 1                 | 0                 | 0                 | C3                             | 2                              | 0                              | 0                              | 31    | 4     | 6     |
| 2015-2016             | AS Saint-Étienne         | Ligue 1               | 1           | 0           | 0           | -               | -               | -               | -                 | -                 | -                 | C3                             | 2                              | 0                              | 0                              | 3     | 0     | 0     |
| Sous-total            | Sous-total               | Sous-total            | 60          | 9           | 11          | 10              | 0               | 5               | 4                 | 0                 | 0                 | -                              | 4                              | 0                              | 0                              | 78    | 9     | 16    |
| 2015-2016             | Krylia Sovetov Samara    | Premier League        | 23          | 0           | 6           | 2               | 0               | 0               | -                 | -                 | -                 | -                              | -                              | -                              | -                              | 25    | 0     | 6     |
| 2016-2017             | Krylia Sovetov Samara    | Premier League        | 12          | 5           | 3           | 1               | 0               | 0               | -                 | -                 | -                 | -                              | -                              | -                              | -                              | 13    | 5     | 3     |
| Sous-total            | Sous-total               | Sous-total            | 35          | 5           | 9           | 3               | 0               | 0               | -                 | -                 | -                 | -                              | -                              | -                              | -                              | 38    | 5     | 9     |
| 2016-2017             | Zenith Saint-Petersbourg | Premier League        | 7           | 1           | 0           | -               | -               | -               | -                 | -                 | -                 | -                              | -                              | -                              | -                              | 7     | 1     | 0     |
| 2017-2018             | Fulham FC                | Championship          | 6           | 0           | 1           | -               | -               | -               | -                 | -                 | -                 | -                              | -                              | -                              | -                              | 6     | 0     | 1     |
| 2018-2019             | Krylia Sovetov Samara    | Premier League        | 7           | 0           | 1           | -               | -               | -               | -                 | -                 | -                 | -                              | -                              | -                              | -                              | 7     | 0     | 1     |
| 2018-2019             | FC Sochaux-Montbéliard   | Ligue 2               | 16          | 2           | 2           | -               | -               | -               | -                 | -                 | -                 | -                              | -                              | -                              | -                              | 16    | 2     | 2     |
| 2019-2020             | Panathinaïkos            | Super League          | 5           | 1           | 1           | 1               | 0               | 0               | -                 | -                 | -                 | -                              | -                              | -                              | -                              | 6     | 1     | 1     |
| 2020-2021             | Panathinaïkos            | Super League          | 24          | 0           | 0           | 1               | 0               | 0               | -                 | -                 | -                 | -                              | -                              | -                              | -                              | 25    | 0     | 0     |
| Sous-total            | Sous-total               | Sous-total            | 29          | 1           | 1           | 2               | 0               | 0               | -                 | -                 | -                 | -                              | -                              | -                              | -                              | 31    | 1     | 1     |
| 2019-2020             | US Orléans (prêt)        | Ligue 2               | 6           | 0           | 2           | -               | -               | -               | -                 | -                 | -                 | -                              | -                              | -                              | -                              | 6     | 0     | 2     |
| 2021-2022             | Hyères FC                | National 2            | 25          | 2           | 0           | -               | -               | -               | -                 | -                 | -                 | -                              | -                              | -                              | -                              | 25    | 2     | 0     |
| 2022-2023             | Hyères FC                | National 2            | 27          | 0           | 0           | 5               | 0               | 0               | -                 | -                 | -                 | -                              | -                              | -                              | -                              | 32    | 0     | 0     |
| Sous-total            | Sous-total               | Sous-total            | 52          | 2           | 0           | 5               | 0               | 0               | -                 | -                 | -                 | -                              | -                              | -                              | -                              | 57    | 2     | 0     |
| 2023-2024             | Istres FC                | National 3            | 17          | 1           | 0           | 4               | 0               | 0               | -                 | -                 | -                 | -                              | -                              | -                              | -                              | 21    | 1     | 0     |
| 2024-2025             | Istres FC                | National 2            | 8           | 0           | 0           | 3               | 0               | 1               | -                 | -                 | -                 | -                              | -                              | -                              | -                              | 11    | 0     | 1     |
| Sous-total            | Sous-total               | Sous-total            | 25          | 1           | 0           | 7               | 0               | 1               | -                 | -                 | -                 | -                              | -                              | -                              | -                              | 32    | 1     | 1     |
| 2024-2025             | Olympique d'Alès         | National 3            | 12          | 0           | 0           | -               | -               | -               | -                 | -                 | -                 | -                              | -                              | -                              | -                              | 12    | 0     | 0     |
| Total sur la carrière | Total sur la carrière    | Total sur la carrière | 376         | 33          | 41          | 34              | 0               | 6               | 8                 | 0                 | 0                 | -                              | 4                              | 0                              | 0                              | 422   | 33    | 47    |

## Palmarès
- Champion de France des réserves professionnelles en 2008
- Vainqueur de la Coupe de la Ligue en 2013 avec l'AS Saint-Étienne

## Divertissement
Il retrouve brièvement les terrains en participant à la première édition de la Kings League France, une compétition de football à 7 mêlant sport et divertissement imaginée par Gerard Piqué. Il y évolue comme joueur au sein de l’équipe Karasu, dirigée par le streamer Kameto. 

## Vie privée
Yohan Mollo est le cousin du défenseur Jacques Abardonado et de l'attaquant André-Pierre Gignac ; il est issu de la communauté gitane.

### Un joueur escroqué
En mai 2022, Yohan Mollo révèle à la presse avoir été escroqué par ses deux agents (Franck Bichon et Patrick Blondeau) de plusieurs millions d'euros au cours de sa carrière. En fin de carrière, alors qu'il joue à un niveau amateur, il se retrouve interdit bancaire et fiché à la Banque de France. Yohan Mollo porte plainte pour recel d'abus de confiance et de faux et usage de faux. Un procès se tient en septembre 2022 au  tribunal correctionnel de Marseille, la décision du tribunal ayant eu lieu le 23 mai 2023. Après un nouveau procès en novembre 2023, l'un de ses agents Franck Bichon est reconnu coupable par la justice. Il est condamné à cinq ans de prison (dont deux ferme) ainsi qu'une indemnité d'1,4 million d'euros à verser à Yohan Mollo dans l'attente de l'évaluation complète du préjudice subi.